# Une poignée de neige
Pour plus de détails, voir Fiche technique et Distribution.
Une poignée de neige (A Hatful of Rain) est un film américain réalisé par Fred Zinnemann, sorti en 1957.

## Synopsis
La descente aux enfers pour Johnny Pope, un vétéran de la Guerre de Corée, dont l'addiction à la cocaïne va peu à peu détruire les relations avec sa famille et ses proches.

## Fiche technique
- Titre : Une poignée de neige
- Titre original : A Hatful of Rain
- Réalisation : Fred Zinnemann
- Scénario : Alfred Hayes et Michael V. Gazzo d'après sa pièce
- Production : Buddy Adler
- Société de production : Twentieth Century Fox
- Lieu de tournage : New York
- Musique : Bernard Herrmann
- Photographie : Joseph MacDonald
- Montage : Dorothy Spencer
- Pays d'origine : États-Unis
- Format : Noir et blanc - 2,35:1 - Mono
- Genre : Drame
- Durée : 109 minutes
- Date de sortie : 1957
- Affiche : Boris Grinsson (France)

## Distribution
- Don Murray : Johnny Pope
- Eva Marie Saint : Celia Pope
- Anthony Franciosa : Polo Pope
- Lloyd Nolan : John Pope, Sr
- Henry Silva : Mère
- William Hickey : Apples
- Paul Kruger : Barman
- Art Fleming : Flic
- Herb Vigran (non crédité) : un homme dans l'ascenseur